# Champ Car Mont-Tremblant 2007
Champ Car Mont-Tremblant 2007 var ett race som var den sjätte deltävlingen i Champ Car 2007. Racet kördes den 1 juli på Circuit Mont-Tremblant i Kanada. Robert Doornbos tog nästan över mästerskapsledningen som nykomling, efter att ha hållit sig på banan i ett kaotiskt race med mängder av gulflaggssituationer, och regnfall. Sébastien Bourdais kunde dock behålla mästerskapsledningen på samma poäng som Doornbos, med fler vunna tävlingar. I racet slutade Bourdais på andra plats, medan Will Power hängde på i toppen tack vare sin tredjeplats.

## Slutresultat
| Plats | Förare             | Team                      | Grid | Kvaltid  |
| ----- | ------------------ | ------------------------- | ---- | -------- |
| 1     | Robert Doornbos    | Minardi Team USA          | 5    | 1.16,850 |
| 2     | Sébastien Bourdais | Newman/Haas Racing        | 3    | 1.16,783 |
| 3     | Will Power         | Team Australia            | 2    | 1.16,841 |
| 4     | Simon Pagenaud     | Team Australia            | 7    | 1.16,944 |
| 5     | Justin Wilson      | RSPORTS                   | 4    | 1.16,843 |
| 6     | Neel Jani          | PKV Racing                | 6    | 1.16,931 |
| 7     | Graham Rahal       | Newman/Haas Racing        | 9    | 1.17,475 |
| 8     | Alex Tagliani      | RSPORTS                   | 8    | 1.17,256 |
| 9     | Oriol Servià       | Forsythe Racing           | 14   | 1.18,012 |
| 10    | Ryan Dalziel       | Pacific Coast Motorsports | 13   | 1.17,965 |
| 11    | Katherine Legge    | Dale Coyne Racing         | 17   | 1.18,989 |
| 12    | Tristan Gommendy   | PKV Racing                | 1    | 1.16,776 |
| 13    | Alex Figge         | Pacific Coast Motorsports | 15   | 1.18,067 |
| 14    | Dan Clarke         | Minardi Team USA          | 10   | 1.17,481 |
| 15    | Paul Tracy         | Forsythe Racing           | 11   | 1.17,629 |
| 16    | Jan Heylen         | Conquest Racing           | 12   | 1.17,832 |
| 17    | Bruno Junqueira    | Dale Coyne Racing         | 16   | 1.18,127 |